# Watrange
Watrange (lb. Walter) – wieś (Uertschaft) w północnym Luksemburgu, w kantonie Wiltz, w gminie Lac de la Haute-Sûre. Do 3 października 2015 miejscowość leżała w dystrykcie Diekirch, a do 31 grudnia 1978 należała do gminy Harlange. Liczy 159 mieszkańców (31 grudnia 2022).